# Ruth Arnon

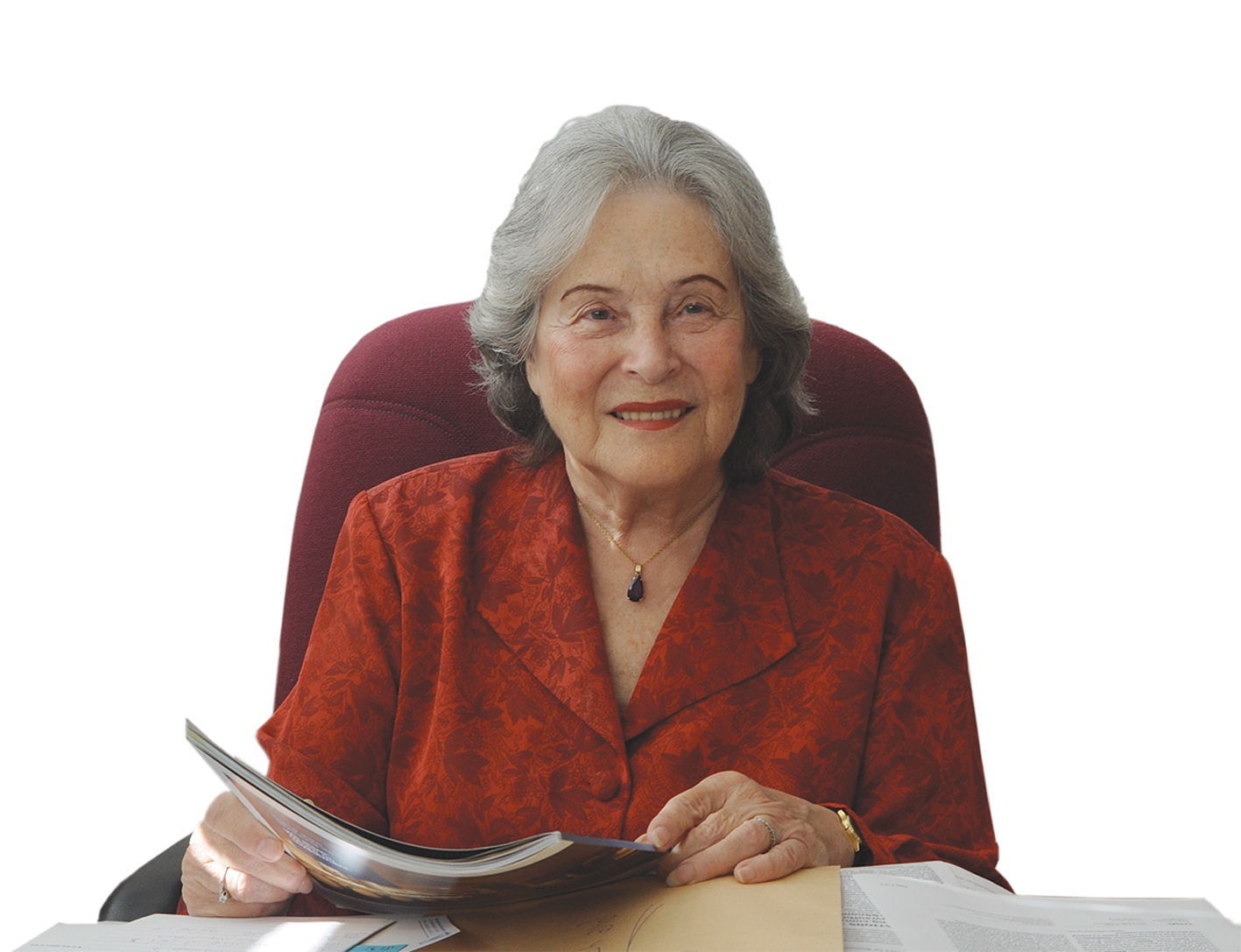
Ruth Arnon

Ruth Arnon, geborene Ruth Rosenberg (* 1. Juni 1933 in Tel Aviv) ist eine israelische Immunologin.

## Leben
Ihr Vater, ein Elektroingenieur, stammte aus Brest-Litowsk, siedelte aber schon 1904 mit der Familie nach Palästina über. Arnon studierte Chemie an der Hebrew University mit dem Master-Abschluss 1955. Danach war sie zwei Jahre Offizier in der israelischen Armee. Anschließend ging sie in die Gruppe von Ephraim Katzir (damals Katchalski) am Weizmann-Institut, wo sie bei Michael Sela 1957 promoviert wurde, mit dem sie später viel zusammenarbeitete. Sie wurde Professorin für Immunologie am Weizmann-Institut und war 1988 bis 1993 dessen Vizepräsidentin. Außerdem war sie 1975 bis 1978 Direktorin der Abteilung chemische Immunologie am Weizmann-Institut, 1984 bis 1994 Direktorin des MacArthur Center for Parasitology (Weizmann-Institut), 1985 bis 1988 Dekanin der Fakultät Biologie und 1995 bis 1997 Vizepräsidentin des Instituts für Internationale Beziehungen.
Sie war Gastwissenschaftlerin am Rockefeller Institute in New York City, an der University of Washington, der UCLA, dem Institut Pasteur und dem Institut Curie in Paris, an den National Institutes of Health (Fogarty Scholar), am Walter and Elisa Hall Institute in Melbourne und am Imperial Canter Research Fund in London.
Mit Sela leistete sie Pionierarbeit in der Entwicklung synthetischer Antigene. Mit Devorah Teitelbaum und Sela entdeckte sie außerdem die therapeutische Wirkung von synthetischen Antigenen in einer Tier-Krankheit, die als Modell für Multiple Sklerose untersucht wurde. Aus diesen Untersuchungen entstand die Entwicklung des Multiple-Sklerose-Medikaments Copaxone, an dem Arnon wesentlich beteiligt war.
1998 erhielt sie den Wolf-Preis in Medizin mit Michael Sela. Sie erhielt den Israel-Preis (2001), den Robert-Koch-Preis (1979), den Jimenez-Diaz-Preis (1986) und den Rothschild-Preis (1998). Sie ist Mitglied der Israelischen Akademie der Wissenschaften (1990), deren Vizepräsidentin sie 2004 bis 2010 war und deren Präsidentin sie 2010 wurde. 2001 bis 2010 war sie Beraterin des israelischen Präsidenten. Arnon ist Ritter der Ehrenlegion in Frankreich. 2011 verlieh die Universität Tel Aviv ihr die Ehrendoktorwürde, 2014 die Leuphana Universität Lüneburg. 2017 wurde Arnon in die American Academy of Arts and Sciences gewählt. Seit 2009 ist sie gewähltes Mitglied der American Philosophical Society.
Sie ist mit dem Ingenieur Uriel Arnon verheiratet und hat zwei Kinder.